# Тертерян, Жанна Григорьевна
Жанна Григорьевна Тертерян (род. 9 сентября 1933, Баку) — советская и российская актриса, режиссёр, сценарист и театральный деятель, художественный руководитель московского театра «На Басманной». Заслуженная артистка Российской Федерации (2001).

## Биография
Жанна Григорьевна Тертерян родилась 9 сентября 1933 года в Баку. Её родной сестрой является известный парикмахер и стилист Долорес Кондрашова. Их отец был театральным деятелем, а мать занималась музыкой. После смерти отца семья переехала в Москву.
В Москве Жанна Григорьевна училась в музыкальном училище имени Гнесиных по классу фортепьяно, а зетем поступила на режиссёрский факультет ГИТИСа.
После окончания обучения режиссёр Борис Покровский предложил ей поучаствовать в постановке первого спектакля в своём новом театре, где она стала сорежиссёром пьесы «Много шума из ничего». В дальнейшем Жанна Григорьевна более тридцати лет преподавала в ГИТИСе, а в 2001 году основала театр «На Басманной». В том же году ей было присвоено звание «Заслуженной артистки Российской Федерации».
С этого времени Жанна Тертерян непрерывно является художественным руководителем театра и регулярно принимает участие в создании новых постановок.

## Награды
- Заслуженный артист Российской Федерации (15 мая 2001 года) — за многолетнюю плодотворную деятельность в области культуры и искусства, большой вклад в укрепление дружбы и сотрудничества между народами[5]